# Internet Download Manager
Internet Download Manager – płatny menedżer pobierania plików stworzony przez firmę Tonec. Umożliwia akcelerację procesu pobierania plików poprzez wykorzystanie techniki pobierania wieloczęściowego.

## Główne funkcje programu
Źródło.
- obsługa protokołów HTTP i FTP
- automatyczne wznawianie przerwanego pobierania w przypadku awarii połączenia
- funkcja pobierania równoległego
- możliwość wyodrębniania klipów z popularnych serwisów
- integracja z przeglądarkami internetowymi
- podgląd zawartości archiwum ZIP
- możliwość skanowania antywirusowego
- podział pobieranych plików na kategorie

## Integracja
Źródło.
- Internet Explorer
- Mozilla Firefox
- Google Chrome
- Opera
- Netscape
- Apple Safari